# جو کندی
جو کندی (انگلیسی: Jo Kennedy؛ زادهٔ ۵ اوت ۱۹۶۲) یک هنرپیشه، خواننده، کارگردان فیلم، و فیلم‌نامه‌نویس اهل استرالیا است که در سی و پنجمین جشنواره بین‌المللی فیلم برلین برنده خرس نقره‌ای برای بهترین بازیگر زن شد.